# 조난촌 (군마현)
조난촌(일본어: 城南村)은 일본 군마현 세타군에 설치되었던 촌이다. 현재의 마에바시시에 해당한다.